# Boliviana de Aviación
La Empresa Pública Nacional Estratégica Boliviana de Aviación, o, más conocida como Boliviana de Aviación o BoA (IATA: OB, OACI: BOV, indicativo: BOLIVIANA), es la aerolínea bandera de Bolivia con sede central en la ciudad de Cochabamba. Fue fundada el 24 de octubre de 2007 por el Estado Boliviano, en el gobierno de Evo Morales Ayma  y comenzó operaciones el 30 de marzo de 2009. Su centro de conexiones principal es el Aeropuerto Internacional Jorge Wilstermann, ubicado en Cochabamba, desde donde opera la mayoría de su red de vuelos domésticos y su base secundaria es el Aeropuerto Internacional Viru Viru en Santa Cruz de la Sierra, desde donde opera vuelos internacionales hacia países en Sudamérica, Cuba, Estados Unidos y España. Boliviana de Aviación es la aerolínea más grande de Bolivia y sexta más grande en Sudamérica, en términos de número de flota y de pasajeros transportados.
La aerolínea fue establecida como compañía sucesora de la aerolínea bandera histórica Lloyd Aéreo Boliviano, fundada en 1925, que entró en quiebra en 2010 después de 85 años de operación continua. Tras la quiebra de la segunda aerolínea más grande del país, AeroSur, BoA se convirtió en la única aerolínea principal de Bolivia, llegando a alcanzar una participación del 78% en el mercado aéreo nacional. Desde noviembre de 2014, la aerolínea es miembro de la Asociación Internacional de Transporte Aéreo (IATA).

## Historia

### Antecedentes
El Lloyd Aéreo Boliviano (LAB), la aerolínea bandera de Bolivia por más de 8 décadas, arrastraba varios problemas financieros que originaban desde 1994, año en que la empresa cayó en una fuerte crisis económica a cause de su capitalización por parte del gobierno. En 1995, la empresa brasileña VASP adquirió el 50% de las acciones del LAB. Durante este periodo, VASP atravesó por dificultades financieras producidas por un mal manejo de gestión de sus ejecutivos, quienes, con el objetivo de alejar a la compañía de la bancarrota, llegaron a desviar los activos y ganancias de la aerolínea boliviana. En 2001, VASP vendió las acciones del Lloyd Aéreo Boliviano a inversionistas bolivianos y finalmente quebró en 2005. Por otro lado, el LAB, que se encontraba en terribles condiciones financieras, fue suspendiendo la mayoría de sus vuelos internacionales a partir de 2004 en adelante. En 2007, la Dirección General de Aeronáutica Civil de Bolivia despachó una orden para suspender temporalmente las operaciones del LAB debido a su situación financiera y a la cancelación de sus destinos. Mientras tanto, el gobierno de Bolivia, empezó a estudiar la posibilidad de crear una aerolínea estatal, dada la situación decadente del transporte aéreo en el país. El Lloyd Aéreo Boliviano dejó de operar en 2010 después de 85 años de operación continua.

### Fundación y comienzo de operaciones

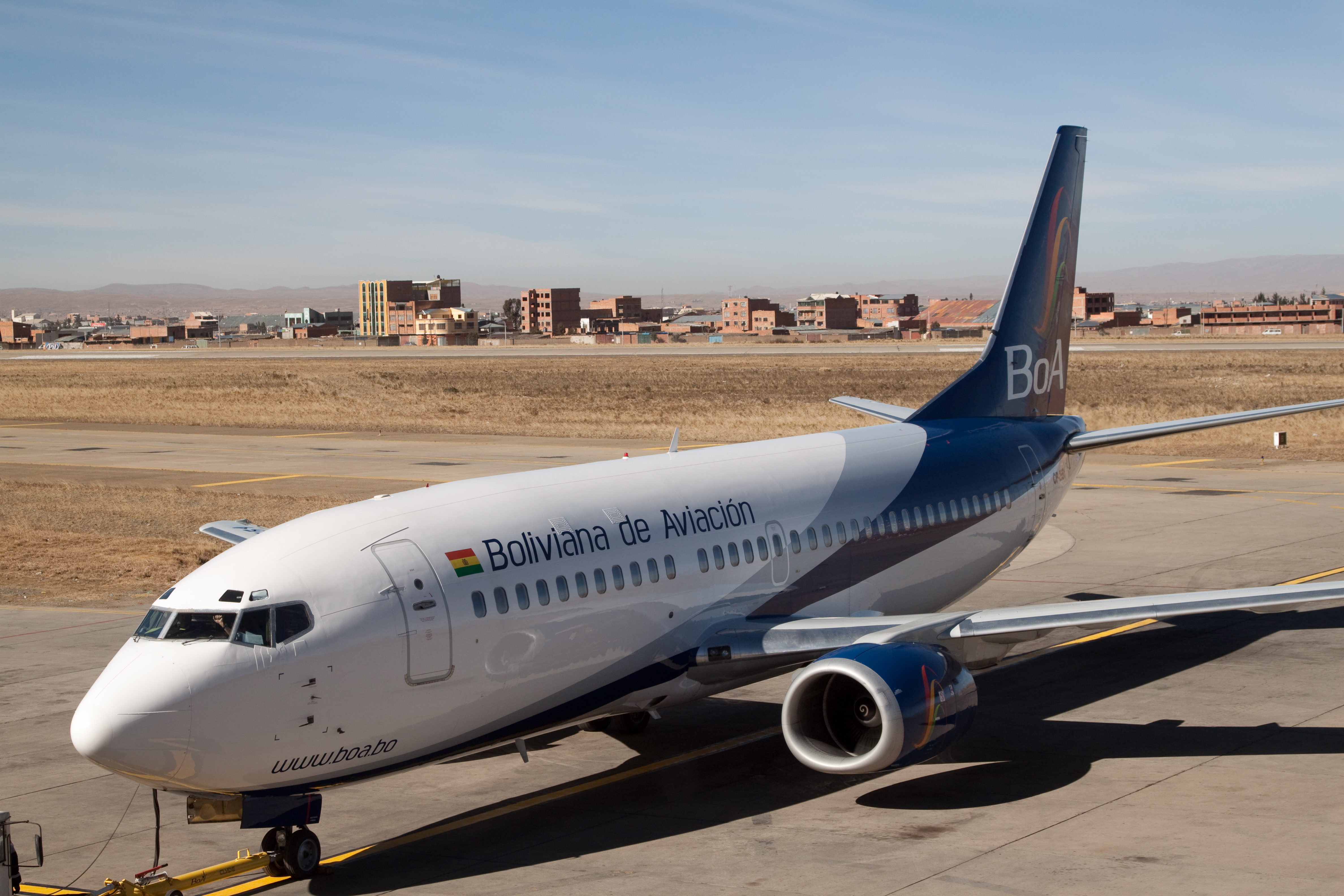
El Boeing 737-300 con matrícula CP-2550 fue la primera aeronave de la aerolínea.

El 24 de octubre de 2007, el gobierno de Bolivia bajo la presidencia de Evo Morales, mediante el Decreto Supremo N.º 29318, crea la Empresa Pública Nacional Estratégica Boliviana de Aviación - BoA con el objetivo de dotar al Estado de un mecanismo directo de ejecución de la política aeronáutica y la democratización del transporte aéreo en Bolivia. El 19 de febrero de 2009 la Dirección General de Aeronáutica Civil (DGAC) otorgó el Certificado de Operador Aéreo a Boliviana de Aviación y el 30 de marzo de 2009, la aerolínea estatal inició sus operaciones con vuelos en el eje troncal del país (Cochabamba, La Paz y Santa Cruz) utilizando dos aeronaves tipo Boeing 737-300. Tras el cese de operaciones del Lloyd Aéreo Boliviano, Boliviana de Aviación pasó a ser una de las dos aerolíneas principales del país, junto con AeroSur.
En 2009, a casi dos años desde su fundación, Boliviana de Aviación añadió más ciudades bolivianas a su red de destinos. En junio, la aerolínea boliviana inauguró vuelos a la ciudad de Tarija; en septiembre, a Sucre y en diciembre a Cobija. En noviembre de 2009, Boliviana de Aviación adquirió una tercera aeronave Boeing 737-300 mientras que las aeronaves posteriores se entregaron el 28 de abril y 20 de agosto de 2011, respectivamente. La aerolínea llegó a poseer un total de doce aeronaves Boeing 737-300 de las cuales tres pertenecen a la aerolínea.

### Expansión e inicio de rutas internacionales
La aparición de la estatal Boliviana de Aviación causó un remezón en la preferencia del usuario. Entre 2007 y 2009, la aerolínea más cotizada era AeroSur, en ese entonces la aerolínea más grande del país, que dentro de ese periodo había vendido cerca de un millón de boletos aéreos, sin embargo, Boliviana de Aviación, que en 2009 vendió 255,716 pasajes, había aumentado su cifra de ventas exponencialmente para 2010, convirtiéndose en la línea aérea preferida de los viajeros y relegando a un segundo lugar a su rival. Tras haber consolidado su presencia en el mercado nacional, Boliviana de Aviación lanzó su programa de ampliación de rutas internacionales. El 14 de mayo de 2010, Boliviana de Aviación recibió autorizaciones operativas para comenzar vuelos internacionales e inauguró su primer vuelo internacional desde Cochabamba a Buenos Aires. Posteriormente, el 20 de noviembre del mismo año la aerolínea inauguró la ruta hacia São Paulo.
A principios de 2012, Boliviana de Aviación llegó a tener una participación en el mercado de 48% mientras que su rival AeroSur descendió a una participación del 42%. Tras la quiebra de AeroSur en mayo del mismo año, Boliviana de Aviación se convirtió en la única aerolínea principal de Bolivia, llegando a controlar el mercado aéreo de transporte de pasajeros con una participación del 78% al año 2021. En diciembre del mismo año, Boliviana de Aviación añadió a Madrid a su red de destinos siendo éste el primer destino fuera del continente americano y reemplazando el servicio que ofrecía anteriormente AeroSur. La aerolínea utilizó inicialmente un Airbus A330-200 y posteriormente un Boeing 767-200ER. En mayo de 2014, la aerolínea inauguró vuelos regulares hacia Miami utilizando inicialmente las aeronaves Boeing 737-300 que tenía en su flota. Posteriormente, la ruta a Miami pasó a ser operada por los Boeing 767-300ER que la aerolínea adquirió. El mismo año, Boliviana de Aviación inició vuelos a Salta como segundo destino internacional en Argentina, pero dejó de operar la ruta en 2019. El 8 de febrero de 2022, Boliviana de Aviación inauguró vuelos internacionales a la ciudad de Lima, siendo el quinto destino internacional de la aerolínea.

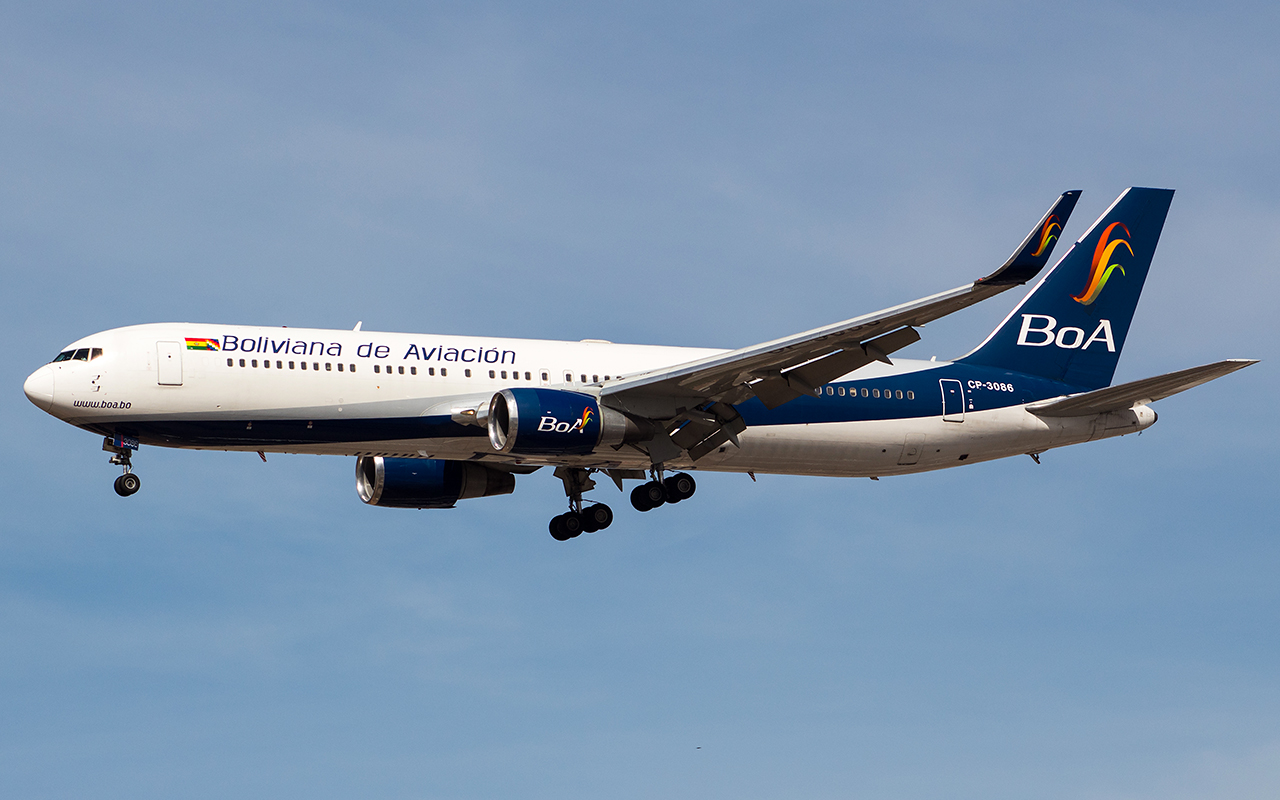
Boeing 767-300ER de la aerolínea en 2014, el modelo fue retirado.

A finales de 2014, Boliviana de Aviación anunció el programa de renovación de su flota de aviones Boeing 737 con la adquisición de versiones más modernas Boeing 737 Next Generation que utilizan un 10% menos de combustible que los modelos antiguos, remplazando gradualmente a los 12 Boeing 737-300 y un Boeing 737-500. La aerolínea cuenta con un total de cuatro Boeing 737-700, siete Boeing 737-800 y dos Boeing 737-300. En abril de 2022, Boliviana de Aviación firmó acuerdos de arrendamiento para adquirir dos aeronaves Airbus A330-200 como parte de la renovación de su flota de largo alcance. La selección de las aeronaves fue anunciada durante la feria aeronáutica FIDAE Airshow, el mayor evento aeroespacial de América Latina. Los Airbus A330-200 reemplazaron a los Boeing 767-300ER, ofreciendo asientos de clase ejecutiva y económica más amplios con sistemas de entretenimiento a bordo.

## Asuntos corporativos

### Propiedad

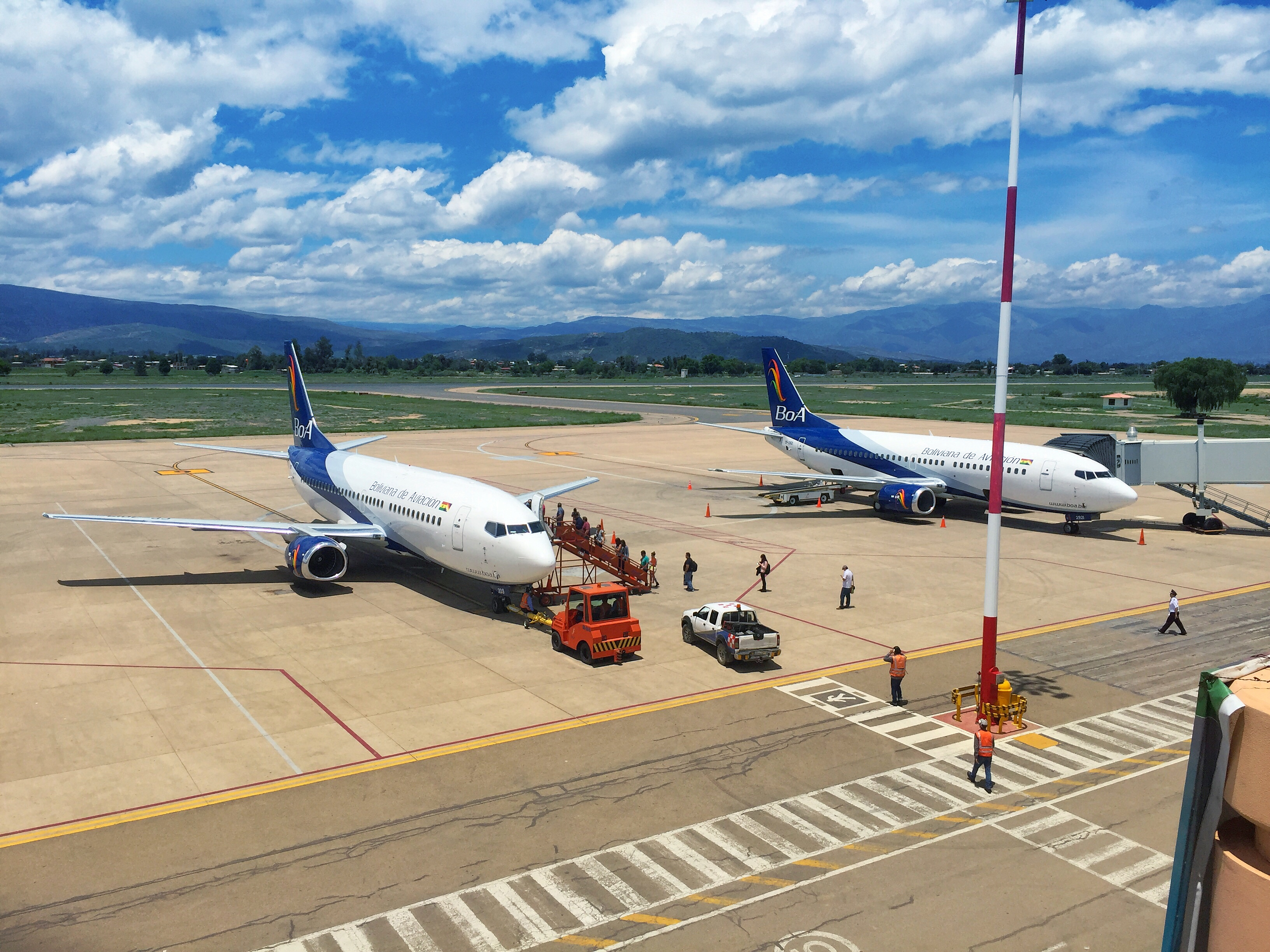
Aviones Boeing 737 estacionados en el Aeropuerto Internacional Jorge Wilstermann de Cochabamba, el centro de conexiones principal de BoA.

Boliviana de Aviación (BoA) es, junto con TAMep, propiedad estatal. Conforme al Decreto Supremo N.º 29318 del 24 de octubre de 2007, se constituye la Empresa Pública Nacional Estratégica Boliviana de Aviación como persona jurídica de derecho público, con autonomía de gestión administrativa, legal y técnica, bajo la tutela del Ministerio de Obras Públicas, Servicios y Vivienda. La aerolínea tiene el objetivo de brindar servicios de transporte aéreo regular y no regular, interno e internacional, de pasajeros, carga y correo, así como cualquier servicio colateral.

### Sede corporativa
La sede corporativa y domicilio legal de Boliviana de Aviación se encuentra en Cochabamba, adicionalmente, la aerolínea posee una sucursal en la zona norte de la ciudad y una oficina de operaciones y ventas en el Aeropuerto Internacional Jorge Wilstermann, que también alberga a BoA Cargo, la división de carga de la aerolínea. Boliviana de Aviación cuenta además con oficinas regionales en La Paz, Santa Cruz de la Sierra, Tarija, Sucre, Cobija y en sus aeropuertos respectivos y oficinas internacionales en Buenos Aires, Madrid, Miami y São Paulo.
En septiembre de 2013, Boliviana de Aviación inauguró su nueva oficina regional en Santa Cruz de la Sierra. la sede cuenta con una superficie de 153 m², distribuidos en dos plantas. La planta baja brinda atención a los pasajeros con la venta de boletos aéreos, y un área para que el personal de promoción y ventas atienda a las agencias de viajes del sector. En la planta se encuentra el área administrativa financiera y la Gerencia Regional.

### Divisiones

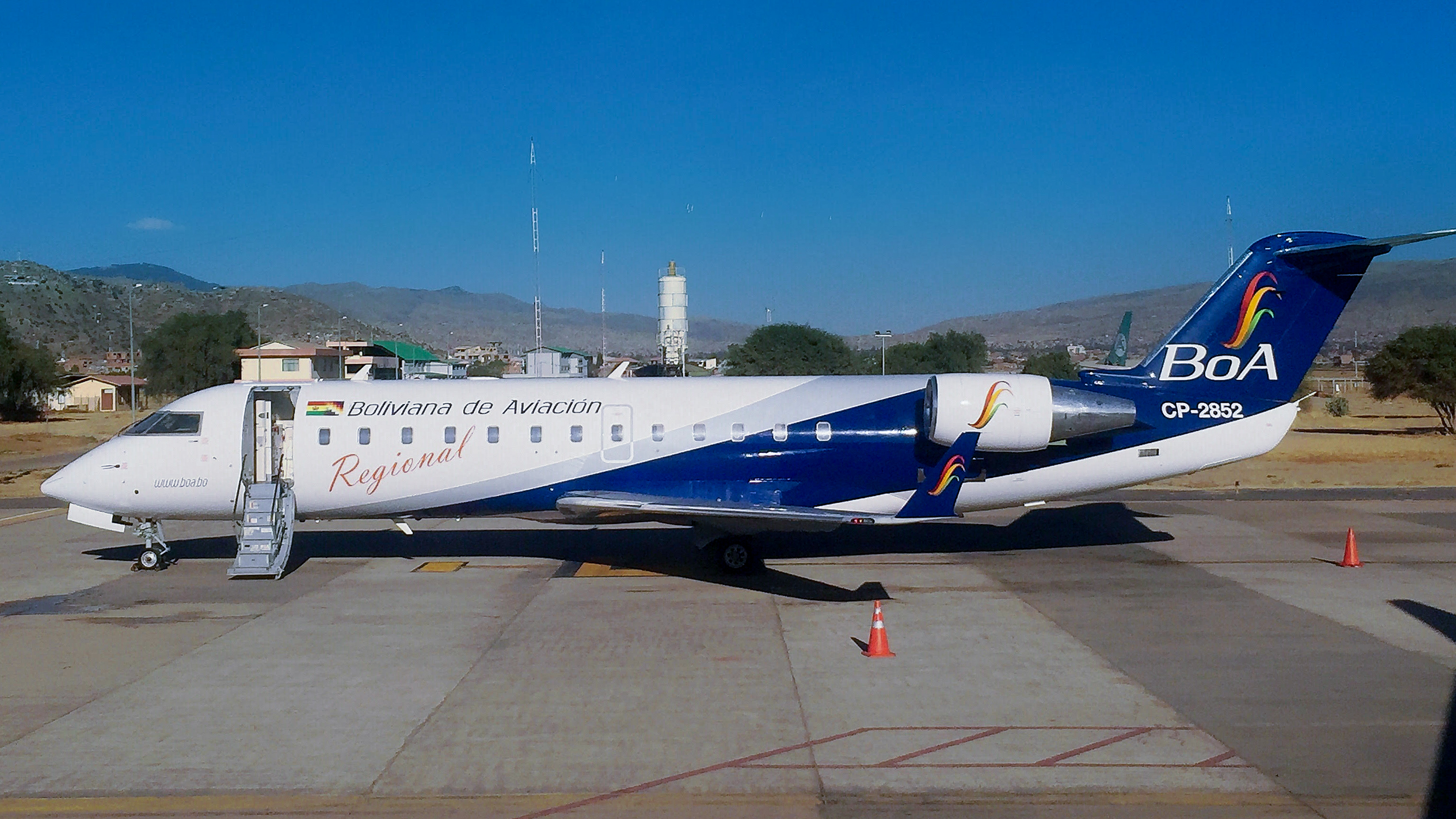
Bombardier CRJ-200 de la filial BoA Regional

Además de su operación principal en transporte de pasajeros, Boliviana de Aviación cuenta con las siguientes divisiones:

#### BoA Cargo
Es la división de carga de la aerolínea y es propiedad de la misma. Opera servicios de carga y logística en las rutas operadas por Boliviana de Aviación. La aerolínea no posee aeronaves dedicadas al transporte de carga, por lo tanto, los servicios de carga operan en los vuelos de transporte de pasajeros.

#### BoA Regional
En 2015, Boliviana de Aviación estableció la subsidiaria BoA Regional que dejó de operar en 2019 tras reportar pérdidas económicas de alrededor de 4 millones de dólares. La aerolínea invirtió 12 millones de dólares en la adquisición de dos aeronaves Bombardier CRJ200 de 50 pasajeros para ofrecer servicios regionales. La filial estrenó su primer vuelo hacia la ciudad turística de Uyuni y tenía planeado comenzar vuelos regionales a las localidades remotas de Guayaramerín, Riberalta, Rurrenabaque, Monteagudo y Chimoré.

### Gerentes de la aerolínea
| Gerente General    | Posesionado/a por el Ministro/a | Periodo como Gerente                          | Duración en el Cargo        |
| ------------------ | ------------------------------- | --------------------------------------------- | --------------------------- |
| Ronald Casso Casso | José Kinn Franco                | 9 de enero de 2008 - 19 de noviembre de 2019  | 11 años, 10 meses y 10 días |
| Juan Carlos Ossio  | Yerko Núñez Negrette            | 19 de noviembre de 2019 - 13 de marzo de 2020 | 3 meses y 24 días           |
| Eduardo Scott      | Iván Arias Durán                | 13 de marzo de 2020 - 2 de diciembre de 2020  | 8 meses y 20 días           |
| Ronald Casso Casso | Edgar Montaño                   | 2 de diciembre de 2020 - 7 de febrero de 2025 | 4 años, 2 meses y 5 días    |

### Personal
Boliviana de Aviación cuenta con 1403 empleados al año 2021 de los cuales 1271 son nacionales bolivianos y 132 extranjeros.

## Servicios

### Programa de viajero frecuente
El programa de viajero frecuente de Boliviana de Aviación se llama Elévate. Los miembros de Elévate pueden ganar millas en vuelos nacionales e internacionales de la aerolínea. Los niveles de membresía están determinados en tres categorías: Esencial (desde 0 millas acumuladas), Élite (desde 30 000 millas acumuladas por año calendario) y Leyenda (desde 60 000 millas por año calendario).

### Clase Económica

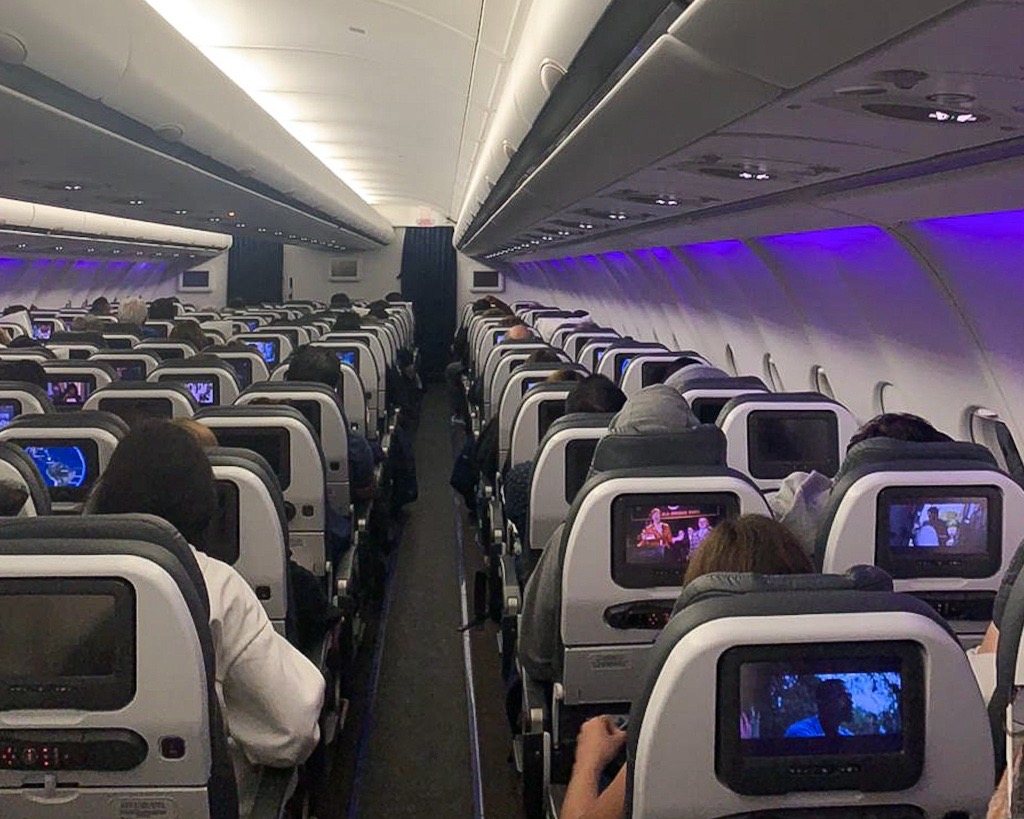
Clase económica de Boliviana de Aviación en un Airbus A330-200

Boliviana de Aviación ofrece la clase económica en toda su flota. La distancia promedio entre asientos varía de 70 a 81 cm, el ancho de los asientos varía de 43 a 44 cm. Los asientos se reclinan en un promedio de 7 cm. Las aeronaves Boeing 737 cuentan con una configuración de 6 asientos por fila mientras que los aviones Airbus A330-200 cuentan con una configuración de 2-4-2 asientos.

### Clase Ejecutiva
La clase ejecutiva es ofrecida en vuelos internacionales y está solamente disponible en las aeronaves A330. En los nuevos A330 tienen una configuración de 1-2-1 asientos que se convierten en cama, tiene entretenimiento a bordo y un ambiente moderno. La flota tiene 20 asientos en ejecutiva.

### Catering
Boliviana de Aviación ofrece comida en vuelos internacionales. En vuelos nacionales se ofrece un servicio de bebidas no alcohólicas y snacks. En vuelos internacionales se ofrecen bebidas alcohólicas y no alcohólicas. En vuelos internacionales dentro de Sudamérica se ofrece un servicio de comida mientras que en los vuelos de largo alcance a Madrid y Miami, la aerolínea ofrece dos servicios de comida, típicamente almuerzo o cena y un pequeño desayuno antes del aterrizaje.

## Destinos
Boliviana de Aviación cuenta con una red de rutas nacionales que cubre los principales centros de población de Bolivia, desde Cobija en el norte, hasta Tarija en el sur. El centro de conexiones principal de la aerolínea es el Aeropuerto Internacional Jorge Wilstermann en la ciudad de Cochabamba, ubicada en el centro del país, donde opera la mayoría de sus rutas domésticas. Su red de destinos internacionales de servicio regular incluyen Buenos Aires, Miami, Madrid, Lima y São Paulo. Actualmente, Boliviana de Aviación vuela a 5 destinos internacionales.
| Destinos                            | Aeropuertos                                      | Desde | Desde | Desde | Desde | Desde | Desde |
| Destinos                            | Aeropuertos                                      | CBB   | LPB   | VVI   | SRE   | TJA   | TDD   |
| ----------------------------------- | ------------------------------------------------ | ----- | ----- | ----- | ----- | ----- | ----- |
| Cobija, Pando                       | Aeropuerto Internacional Capitán Aníbal Arab     | X     | X     | X     |       |       |       |
| Cochabamba, Cochabamba              | Aeropuerto Internacional Jorge Wilstermann       |       | X     | X     | X     | X     | X     |
| La Paz, La Paz                      | Aeropuerto Internacional El Alto                 | X     |       | X     | X     | X     | X     |
| Oruro, Oruro                        | Aeropuerto Internacional Juan Mendoza            | X     |       | X     |       |       |       |
| Potosí, Potosí                      | Aeropuerto Internacional Capitán Nicolás Rojas   | X     | X     |       |       |       |       |
| Riberalta, Beni                     | Aeropuerto Capitán Selin Zeitun López            |       |       |       |       |       | X     |
| Rurrenabaque, Beni                  | Aeropuerto Regional y Turístico de Rurrenabaque  |       | X     |       |       |       |       |
| Santa Cruz de la Sierra, Santa Cruz | Aeropuerto Internacional Viru Viru               | X     | X     |       | X     | X     | X     |
| Sucre, Chuquisaca                   | Aeropuerto Internacional de Alcantarí            | X     | X     | X     |       | X     |       |
| Tarija, Tarija                      | Aeropuerto Internacional Capitán Oriel Lea Plaza | X     | X     | X     | X     |       |       |
| Trinidad, Beni                      | Aeropuerto Teniente Jorge Henrich Arauz          | X     | X     | X     |       |       |       |
| Uyuni, Potosí                       | Aeropuerto Internacional La Joya Andina          |       | X     |       |       |       |       |
| Yacuiba, Tarija                     | Aeropuerto de Yacuiba                            |       |       | X     |       | X     |       |

| Países                         | Destinos         | Aeropuertos                                         | Desde  | Desde  |        |
| Países                         | Destinos         | Aeropuertos                                         | CBB    | VVI    | LPB    |
| Europa                         | Europa           | Europa                                              | Europa | Europa | Europa |
| ------------------------------ | ---------------- | --------------------------------------------------- | ------ | ------ | ------ |
| España                         | Barcelona        | Aeropuerto Internacional de Barcelona               | X      | X      |        |
| España                         | Madrid           | Aeropuerto Adolfo Suárez Madrid-Barajas             | X      | X      |        |
| Norteamérica                   |                  |                                                     |        |        |        |
| Estados Unidos                 | Miami            | Aeropuerto Internacional de Miami                   |        | X      |        |
| Estados Unidos                 | Washington D. C. | Aeropuerto Internacional Washington Dulles          |        | X      |        |
| Caribe                         |                  |                                                     |        |        |        |
| Cuba                           | La Habana        | Aeropuerto Internacional José Martí                 |        | X      |        |
| Sudamérica                     |                  |                                                     |        |        |        |
| Argentina                      | Buenos Aires     | Aeropuerto Internacional Ministro Pistarini-Ezeiza  | X      | X      |        |
| Brasil                         | São Paulo        | Aeropuerto Internacional de São Paulo-Guarulhos     | X      | X      |        |
| Chile                          | Arica            | Aeropuerto Internacional Chacalluta                 |        |        | X      |
| Chile                          | Iquique          | Aeropuerto Internacional Diego Aracena              |        |        | X      |
| Chile                          | Santiago         | Aeropuerto Internacional Arturo Merino Benítez      |        | X      | X      |
| Paraguay                       | Asunción         | Aeropuerto Internacional Silvio Petirossi           |        | X      |        |
| Perú                           | Lima             | Aeropuerto Internacional Jorge Chávez               |        | X      | X      |
| Perú                           | Cuzco            | Aeropuerto Internacional Alejandro Velasco Astete   |        |        | X      |
| Venezuela                      | Caracas          | Aeropuerto Internacional de Maiquetía Simón Bolívar |        | X      |        |
| Total: 14 destinos en 9 países |                  |                                                     |        |        |        |

Próximas rutas Internacionales
| Países | Destinos         | Aeropuertos                               | Desde                                                                             |
| ------ | ---------------- | ----------------------------------------- | --------------------------------------------------------------------------------- |
| Brasil | Foz do Iguaçu    | Aeropuerto Internacional de Foz do Iguaçu | Desde Santa Cruz de la Sierra; fecha, frecuencia y avión por confirmar            |
| Panamá | Ciudad de Panamá | Aeropuerto Internacional de Tocumen       | Desde Santa Cruz de la Sierra; 4 nov 2025; 2 vuelos/semana; Boeing 737-800        |
| México | Ciudad de México | Aeropuerto Internacional Felipe Ángeles   | Desde Santa Cruz de la Sierra; desde 4 nov 2025; frecuencia y avión por confirmar |

## Futuros Destinos
| Países                 | Destinos           | Aeropuertos                                            | Desde               |
| ---------------------- | ------------------ | ------------------------------------------------------ | ------------------- |
| Alemania               | Berlín             | Aeropuerto de Berlín-Brandenburgo                      | VVI (vía MAD)       |
| Alemania               | Fráncfort del Meno | Aeropuerto de Fráncfort del Meno                       | VVI (vía MAD)       |
| Alemania               | Múnich             | Aeropuerto Internacional de Múnich-Franz Josef Strauss | VVI (vía MAD)       |
| Bélgica                | Bruselas           | Aeropuerto de Bruselas                                 | VVI (vía MAD o BCN) |
| Brasil                 | Campinas           | Aeropuerto Internacional de Viracopos                  | LPB y VVI           |
| Brasil                 | Florianópolis      | Aeropuerto Internacional Hercílio Luz                  | LPB y VVI (vía GRU) |
| Brasil                 | Porto Alegre       | Aeropuerto Internacional Salgado Filho                 | LPB y VVI           |
| Brasil                 | Rio de Janeiro     | Aeropuerto Internacional de Galeão                     | LPB y VVI           |
| Canadá                 | Toronto            | Aeropuerto Internacional Toronto Pearson               | VVI                 |
| Chile                  | Antofagasta        | Aeropuerto Andrés Sabella                              | LPB y VVI           |
| China                  | Cantón             | Aeropuerto Internacional de Cantón-Baiyun              | VVI (vía GRU)       |
| China                  | Pekín              | Aeropuerto Internacional de Pekín-Capital              | VVI (vía GRU)       |
| China                  | Shanghái           | Aeropuerto Internacional de Shanghái-Pudong            | VVI (vía GRU)       |
| Colombia               | Bogotá             | Aeropuerto Internacional El Dorado                     | VVI                 |
| Colombia               | Cartagena          | Aeropuerto Internacional Rafael Núñez                  | VVI                 |
| Colombia               | Isla de San Andrés | Aeropuerto Internacional Gustavo Rojas Pinilla         | VVI (vía BOG)       |
| Costa Rica             | San José           | Aeropuerto Internacional Juan Santamaría               | VVI (vía PTY)       |
| Dinamarca              | Copenhague         | Aeropuerto de Copenhague-Kastrup                       | VVI (vía MAD)       |
| Emiratos Árabes Unidos | Dubai              | Aeropuerto Internacional de Dubái                      | VVI                 |
| El Salvador            | San Salvador       | Aeropuerto Internacional de El Salvador                | VVI                 |
| Ecuador                | Quito              | Aeropuerto Internacional Mariscal Sucre                | VVI                 |
| Ecuador                | Guayaquil          | Aeropuerto Internacional José Joaquín de Olmedo        | VVI                 |
| Estados Unidos         | Chicago            | Aeropuerto Internacional de Chicago-O'Hare             | VVI (vía MIA o IAD) |
| Estados Unidos         | Dallas             | Aeropuerto Internacional de Dallas-Fort Worth-         | VVI (vía MIA)       |
| Estados Unidos         | Fort Lauderdale    | Aeropuerto Internacional de Fort Lauderdale-Hollywood  | VVI (vía PTY)       |
| Estados Unidos         | Honolulu           | Aeropuerto Internacional Daniel K. Inouye              | VVI (vía MIA o PTY) |
| Estados Unidos         | Los Ángeles        | Aeropuerto Internacional de Los Ángeles                | VVI (vía PTY)       |
| Estados Unidos         | Nueva York         | Aeropuerto Internacional John F. Kennedy               | VVI                 |
| Estados Unidos         | Orlando            | Aeropuerto Internacional de Orlando                    | VVI                 |
| Francia                | París              | Aeropuerto de París-Charles de Gaulle                  | VVI (vía MAD)       |
| Irlanda                | Dublín             | Aeropuerto de Dublín                                   | VVI (vía MAD o BCN) |
| Italia                 | Génova             | Aeropuerto de Génova                                   | VVI (vía MAD)       |
| Italia                 | Milán              | Aeropuerto de Milán-Malpensa                           | VVI (vía MAD)       |
| Italia                 | Roma               | Aeropuerto de Roma-Fiumicino                           | VVI (vía MAD)       |
| Jamaica                | Kingston           | Aeropuerto Internacional Norman Manley                 | VVI                 |
| Maldivas               | Malé               | Aeropuerto Internacional de Malé                       | VVI (vía GRU)       |
| México                 | Cancún             | Aeropuerto Internacional de Cancún                     | VVI                 |
| Nicaragua              | Managua            | Aeropuerto Internacional Augusto C. Sandino            | VVI y LPB (vía PTY) |
| Perú                   | Arequipa           | Aeropuerto Internacional Alfredo Rodríguez Ballón      | LPB (vía LIM)       |
| Países Bajos           | Ámsterdam          | Aeropuerto de Ámsterdam-Schiphol                       | VVI (vía MAD o BCN) |
| Portugal               | Lisboa             | Aeropuerto Luís de Camões                              | VVI                 |
| Reino Unido            | Londres            | Aeropuerto de Londres-Heathrow                         | VVI                 |
| Turquía                | Estambul           | Aeropuerto de Estambul                                 | VVI (vía MAD o BCN) |
| Uruguay                | Montevideo         | Aeropuerto Internacional de Carrasco                   | VVI                 |

### Acuerdos de código compartido
- Aerolíneas Argentinas[53]
- Avianca[54]
- Iberia[55]

## Flota actual
| Aeronaves          | En servicio | Pedidos | Pasajeros                                        | Pasajeros                                        | Pasajeros                                        | Matrículas                                       | Antigüedad                                       | Notas |
| Aeronaves          | En servicio | Pedidos | C                                                | Y                                                | Total                                            | Matrículas                                       | Antigüedad                                       | Notas |
| ------------------ | ----------- | ------- | ------------------------------------------------ | ------------------------------------------------ | ------------------------------------------------ | ------------------------------------------------ | ------------------------------------------------ | --- |
| Airbus A330-200    | 3           | —       | 20                                               | 255                                              | 275                                              | CP-3214                                          | 13,1 años                                        | Para vuelos desde VVI y CBB a MIA y MAD. Ocasionalmente utilizados para vuelos a EZE y GRU durante la temporada alta |
| Airbus A330-200    | 3           | —       | 20                                               | 255                                              | 275                                              | CP-3208                                          | 11,6 años                                        | Para vuelos desde VVI y CBB a MIA y MAD. Ocasionalmente utilizados para vuelos a EZE y GRU durante la temporada alta |
| Airbus A330-200    | 3           | —       | 20                                               | 255                                              | 275                                              | CP-3209                                          | 10,6 años                                        | Para vuelos desde VVI y CBB a MIA y MAD. Ocasionalmente utilizados para vuelos a EZE y GRU durante la temporada alta |
| Boeing 737-300     | 4           | —       | —                                                | 138                                              | 138                                              | CP-2921                                          | 28 años                                          | Serán reemplazados por Boeing Next Generation. Para vuelos nacionales.                                               |
| Boeing 737-300     | 4           | —       | —                                                | 138                                              | 138                                              | CP-3077                                          | 27,7 años                                        | Serán reemplazados por Boeing Next Generation. Para vuelos nacionales.                                               |
| Boeing 737-300     | 4           | —       | —                                                | 138                                              | 138                                              | CP-3019                                          | 27,4 años                                        | Serán reemplazados por Boeing Next Generation. Para vuelos nacionales.                                               |
| Boeing 737-300     | 4           | —       | —                                                | 138                                              | 138                                              | CP-2920                                          | 27,4 años                                        | Serán reemplazados por Boeing Next Generation. Para vuelos nacionales.                                               |
| Boeing 737-700     | 4           | 1       | —                                                | 138                                              | 138                                              | CP-2922                                          | 26,3 años                                        | Reemplazarán a los Boeing 737 Classic. Para vuelos nacionales e internacionales.                                     |
| Boeing 737-700     | 4           | 1       | —                                                | 138                                              | 138                                              | CP-3018                                          | 24,2 años                                        | Reemplazarán a los Boeing 737 Classic. Para vuelos nacionales e internacionales.                                     |
| Boeing 737-700     | 4           | 1       | —                                                | 138                                              | 138                                              | CP-2923                                          | 23,1 años                                        | Reemplazarán a los Boeing 737 Classic. Para vuelos nacionales e internacionales.                                     |
| Boeing 737-700     | 4           | 1       | —                                                | 138                                              | 138                                              | CP-2924                                          | 21,2 años                                        | Reemplazarán a los Boeing 737 Classic. Para vuelos nacionales e internacionales.                                     |
| Boeing 737-800     | 8           | —       | —                                                | 168                                              | 168                                              | CP-2925                                          | 23,6 años                                        | Reemplazarán a los Boeing 737 Classic. Para vuelos nacionales e internacionales.                                     |
| Boeing 737-800     | 8           | —       | —                                                | 168                                              | 168                                              | CP-2926                                          | 23,2 años                                        | Reemplazarán a los Boeing 737 Classic. Para vuelos nacionales e internacionales.                                     |
| Boeing 737-800     | 8           | —       | —                                                | 168                                              | 168                                              | CP-3138                                          | 22,7 años                                        | Reemplazarán a los Boeing 737 Classic. Para vuelos nacionales e internacionales.                                     |
| Boeing 737-800     | 8           | —       | —                                                | 168                                              | 168                                              | CP-3199                                          | 18,9 años                                        | Reemplazarán a los Boeing 737 Classic. Para vuelos nacionales e internacionales.                                     |
| Boeing 737-800     | 8           | —       | —                                                | 168                                              | 168                                              | CP-3196                                          | 18,3 años                                        | Reemplazarán a los Boeing 737 Classic. Para vuelos nacionales e internacionales.                                     |
| Boeing 737-800     | 8           | —       | —                                                | 168                                              | 168                                              | CP-3204                                          | 16,1 años                                        | Reemplazarán a los Boeing 737 Classic. Para vuelos nacionales e internacionales.                                     |
| Boeing 737-800     | 8           | —       | —                                                | 168                                              | 168                                              | CP-3206                                          | 15,4 años                                        | Reemplazarán a los Boeing 737 Classic. Para vuelos nacionales e internacionales.                                     |
| Boeing 737-800     | 8           | —       | —                                                | 168                                              | 168                                              | CP-3215                                          | 14,9 años                                        | Reemplazarán a los Boeing 737 Classic. Para vuelos nacionales e internacionales.                                     |
| Bombardier CRJ-200 | 2           | —       | —                                                | 50                                               | 50                                               | CP-2852                                          | 23,7 años                                        | Para vuelos nacionales desde LPB y CBB a UYU, SRE, TJA y BYC.                                                        |
| Bombardier CRJ-200 | 2           | —       | —                                                | 50                                               | 50                                               | CP-3210                                          | 23,2 años                                        | Para vuelos nacionales desde LPB y CBB a UYU, SRE, TJA y BYC.                                                        |
| Total              | 21          | 1       | Edad media de la flota (marzo de 2025): 21 años. | Edad media de la flota (marzo de 2025): 21 años. | Edad media de la flota (marzo de 2025): 21 años. | Edad media de la flota (marzo de 2025): 21 años. | Edad media de la flota (marzo de 2025): 21 años. | Edad media de la flota (marzo de 2025): 21 años.                                                                     |

### Flota histórica
Boliviana de Aviación utilizó las siguientes aeronaves:

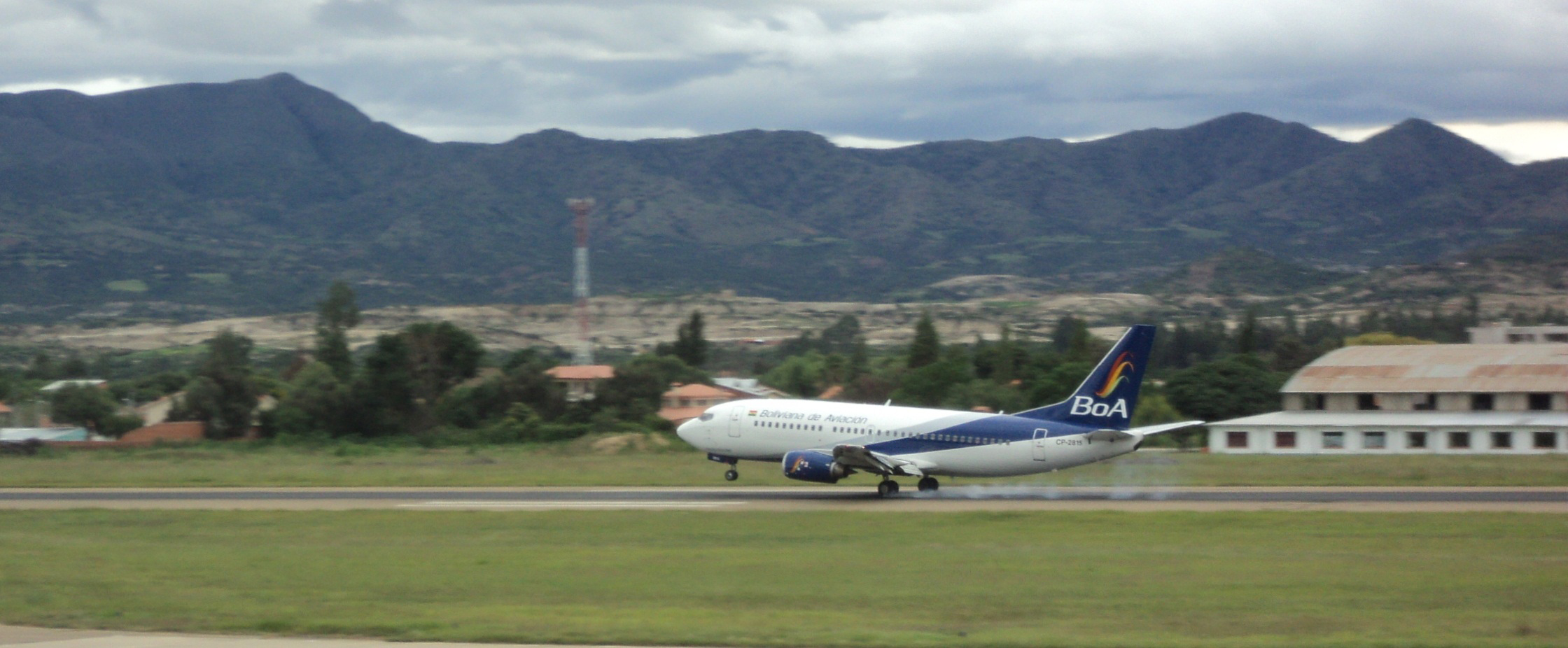
Boeing 737-300 de BoA aterrizando en el Aeropuerto Capitán Oriel Lea Plaza de Tarija.

| Aeronave         | Número | Introducido | Retirado | Matrículas                          |
| ---------------- | ------ | ----------- | -------- | ----------------------------------- |
| Boeing 737-500   | 1      | 2013        | 2015     | CP-2717                             |
| Boeing 767-200ER | 1      | 2013        | 2014     | N234AX (alquilado)                  |
| Boeing 767-300ER | 4      | 2014        | 2024     | CP-2880, CP-3017, CP-3086 y CP-2881 |

## Accidentes e incidentes
Hasta la fecha, Boliviana de Aviación no se ha visto envuelta en ningún accidente grave. Sin embargo sufrió más de 28 incidentes, de los cuales se describen a continuación:
- El 23 de diciembre de 2014, un Boeing 737-300 de Boliviana de Aviación con matrícula CP-2554 que se encontraba en plataforma en el Aeropuerto Internacional Jorge Wilstermann de Cochabamba sufrió en horas de la madrugada un hundimiento accidental del tren de aterrizaje delantero. No se reportaron heridos, pues la aeronave no tenía pasajeros a bordo.[59]
- El 8 de septiembre de 2015, el vuelo 405 de Boliviana de Aviación operado por un Boeing 737-300 que cubría el tramo Cobija-La Paz, sufrió fallas técnicas al momento de aterrizar en el Aeropuerto Internacional El Alto. Según un comunicado de la empresa aérea, el avión salió de la pista de aterrizaje a una velocidad controlada. La causa del incidente fue una falla en el sistema hidráulico del tren de aterrizaje. Los pasajeros sufrieron lesiones mayores.[60]
- El 22 de diciembre de 2015 al promediar las 10:15am. Una de sus naves 737-300 con matrícula CP2552 vuelo OB580 que cubría la ruta Santa Cruz - Sucre con 129 pasajeros y 6 tripulantes a bordo, se salió de la pista del aeropuerto Juana Azurduy de Padilla a causa de que la nave no pudo reducir oportunamente la velocidad en su aterrizaje.
- El 6 de febrero de 2017 una aeronave Bombardier CRJ200 operando como BoA Regional con el trayecto La Paz-Uyuni aterrizó de emergencia en Cochabamba luego de presentarse fallas técnicas. La aeronave tenía 31 pasajeros y 3 tripulantes. El avión con matrícula CP-2581 reportó un desperfecto al no tener indicación de tren de aterrizaje seguro.
- El 1 de marzo de 2017 un Boeing 737-300 sufrió un percance al cargar combustible en el Aeropuerto Capitán Oriel Lea Plaza. Mientras la aeronave cargaba combustible se observó que el líquido se derramaba por el lado del ala en la aeronave.
- El 22 de julio de 2018, el vuelo OB328 Cochabamba - Oruro sufrió un percance pocos minutos antes de intentar aterrizar en el aeropuerto Juan Mendoza de Oruro. El tren de aterrizaje posterior izquierdo no bajó. Después de dos intentos de aterrizaje, el avión regresó a la ciudad de Cochabamba y voló en círculos para quemar combustible. Minutos después, aterrizó de emergencia sin el tren de aterrizaje.
- El 13 de diciembre de 2018, un vuelo de BoA (Boeing 767-300) proveniente del Aeropuerto Internacional de Cumbica (Sao Paulo, Brasil) sufrió un percance al momento de retornar al Aeropuerto Internacional Viru Viru (Santa Cruz, Bolivia). En el momento del despegue, se advirtió a los pasajeros que el tren de aterrizaje delantero no ejecutaba la retracción de forma completa, teniendo que volver a pista y arreglar el desperfecto en dicho aeropuerto, perjudicando así con 6 horas de retraso a los pasajeros.
- El 3 de agosto de 2019, a horas 07:45 a. m., un 737-300 con matrícula CP-3077, vuelo OB604, con 91 pasajeros que realizaba el tramo Cochabamba - La Paz, se detuvo en la pista al momento de aterrizar por problemas en el tren de aterrizaje en el aeropuerto de El Alto a causa de la rotura de la válvula de la suspensión.
- El 8 de diciembre de 2022 extraviaron un gato en su vuelo Tarija-Santa Cruz.[61]
- El 4 de mayo de 2023, el vuelo OB736 con destino a Sao Paulo - Guarulhos ejecutó un brusco aterrizaje generando daños en la estructura interna del 737-800. Debido al mal aterrizaje y las condiciones del avión, parte del alerón izquierdo del aeronave salió expulsado generando daño en la estructura del ala y posterior mantenimiento. La aeronave cesó operaciones y fue puesta en mantenimiento.
- El 16 de mayo las autoridades del aeropuerto de Barajas en Madrid notificaron de forma oficial la incautación de 476 kilogramos de cocaína proveniente de un vuelo de Boliviana de Aviación con destino a Madrid desde el Aeropuerto Internacional Viru Viru.[62]
- El 4 de junio de 2023, el vuelo OB648 con ruta a Santa Cruz de la Sierra proveniente del Aeropuerto Int. Jorge Wilstermann presentó explosiones e incremento de temperatura en los motores cuando se encontraba en vuelo. El incidente ocurrió alrededor de 15 minutos después del despegue. El capitán al mando procedió a retornar al aeropuerto Jorge Wilstermann para proceder al cambio de aeronave generando 4 horas de retraso en sus operaciones.
- El 26 de marzo de 2024, un Boeing 737-800 de Boliviana de Aviación abortó el despegue en el Aeropuerto de La Paz, El Alto, tras chocar con una jauría de perros en la pista. La aeronave sufrió daños en el tren de aterrizaje delantero.[63]
- El 27 de enero de 2025, el vuelo OB648 de Boliviana de Aviación, un Boeing 737-700, sufrió una falla en el motor N° 2 mientras despegaba del Aeropuerto Jorge Wilstermann, Cochabamba. La tripulación de vuelo abortó el despegue y se llevó a cabo una evacuación de emergencia después de que el avión se detuviera en la pista.[64]
- El 22 de febrero de 2025, el vuelo OB922 de Boliviana de Aviación sufrió un incidente cuando un ave impactó en uno de sus motores al despegar del Aeropuerto Jorge Wilstermann, en Cochabamba. La aeronave regresó al aeropuerto sin problemas.[65]